# Cedillo (kommunhuvudort)
Cedillo är en kommunhuvudort i Spanien.   Den ligger i provinsen Provincia de Cáceres och regionen Extremadura, i den västra delen av landet, 300 km väster om huvudstaden Madrid. Cedillo ligger 269 meter över havet och antalet invånare är 574.
Terrängen runt Cedillo är huvudsakligen platt, men österut är den kuperad. Runt Cedillo är det mycket glesbefolkat, med 5 invånare per kvadratkilometer. Cedillo är det största samhället i trakten. 